# Drukregelaar

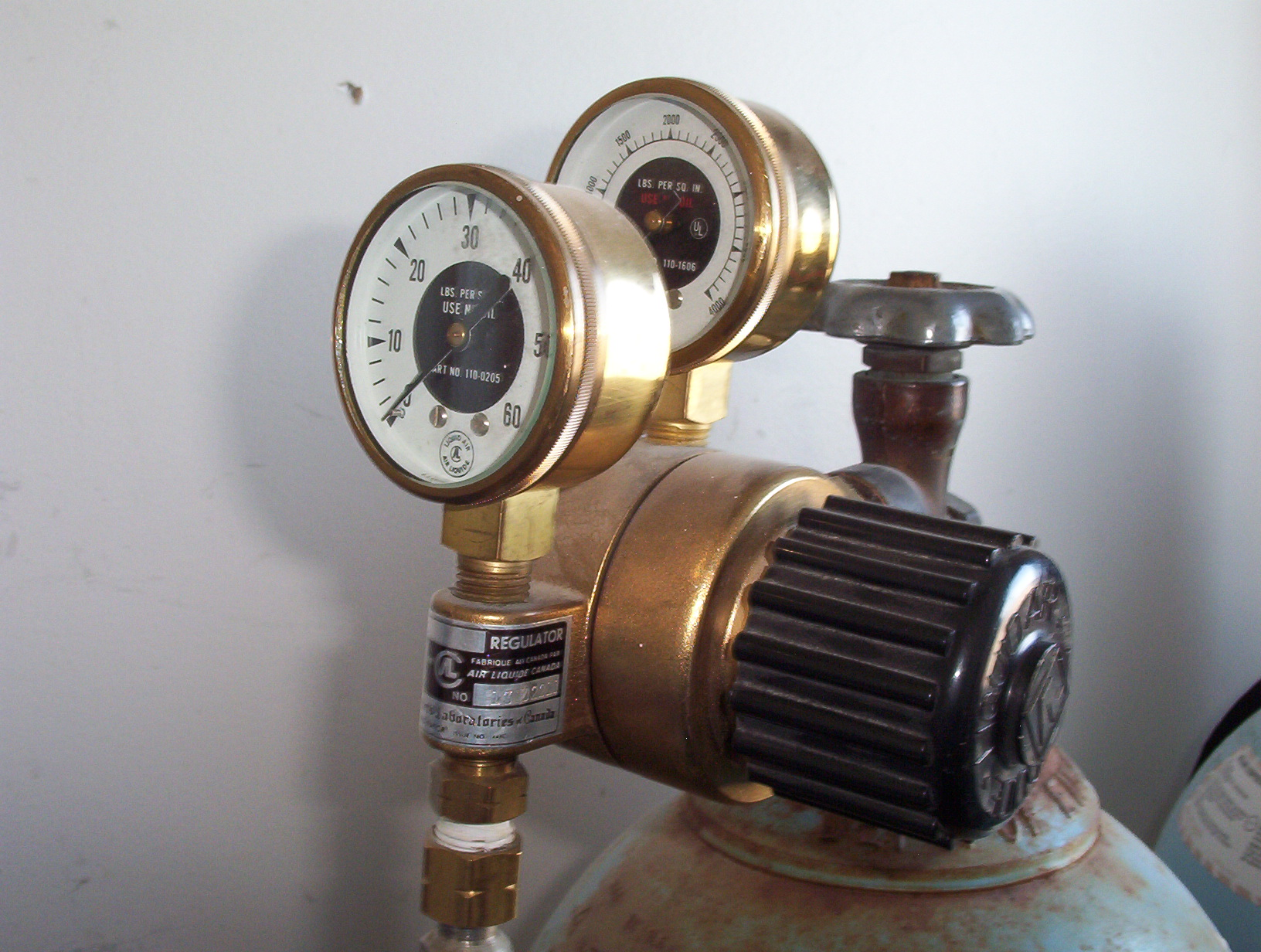
instelbare drukregelaar op een gasfles

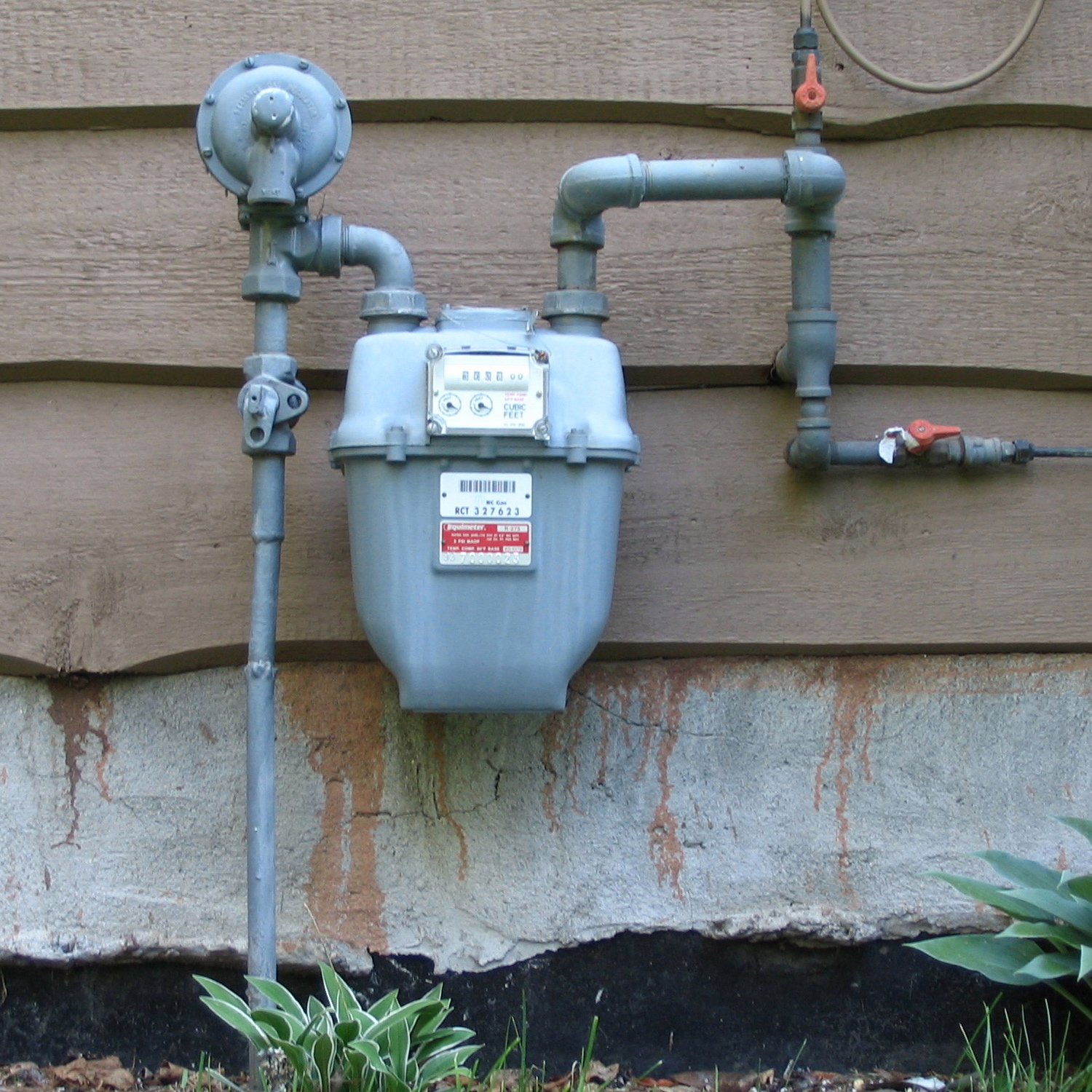
Gasmeter met linksboven de drukregelaar

Een drukregelaar is een specifieke vorm van een regelklep waarmee de druk van een doorstromend gas kan worden geregeld, bijvoorbeeld bij het lassen. Een drukregelaar waarvan de uitstroomdruk niet variabel instelbaar is, wordt reduceerklep genoemd.
De meeste mechanische drukregelaars bestaan uit een membraan en een veer die samen een klep bedienen. Als de gasdruk hoger wordt zal de klep verder sluiten, waardoor de druk weer afneemt. Als de druk daalt zal de veer de klep weer opendrukken waardoor de druk weer toeneemt.
In de meeste huishoudens is een drukregelaar aanwezig die de druk net voor de gasmeter regelt. Ook bij gebruik van flessengas voor bijvoorbeeld camping-kookapparaten is vaak een drukregelaar aanwezig.